# Приливной хвост

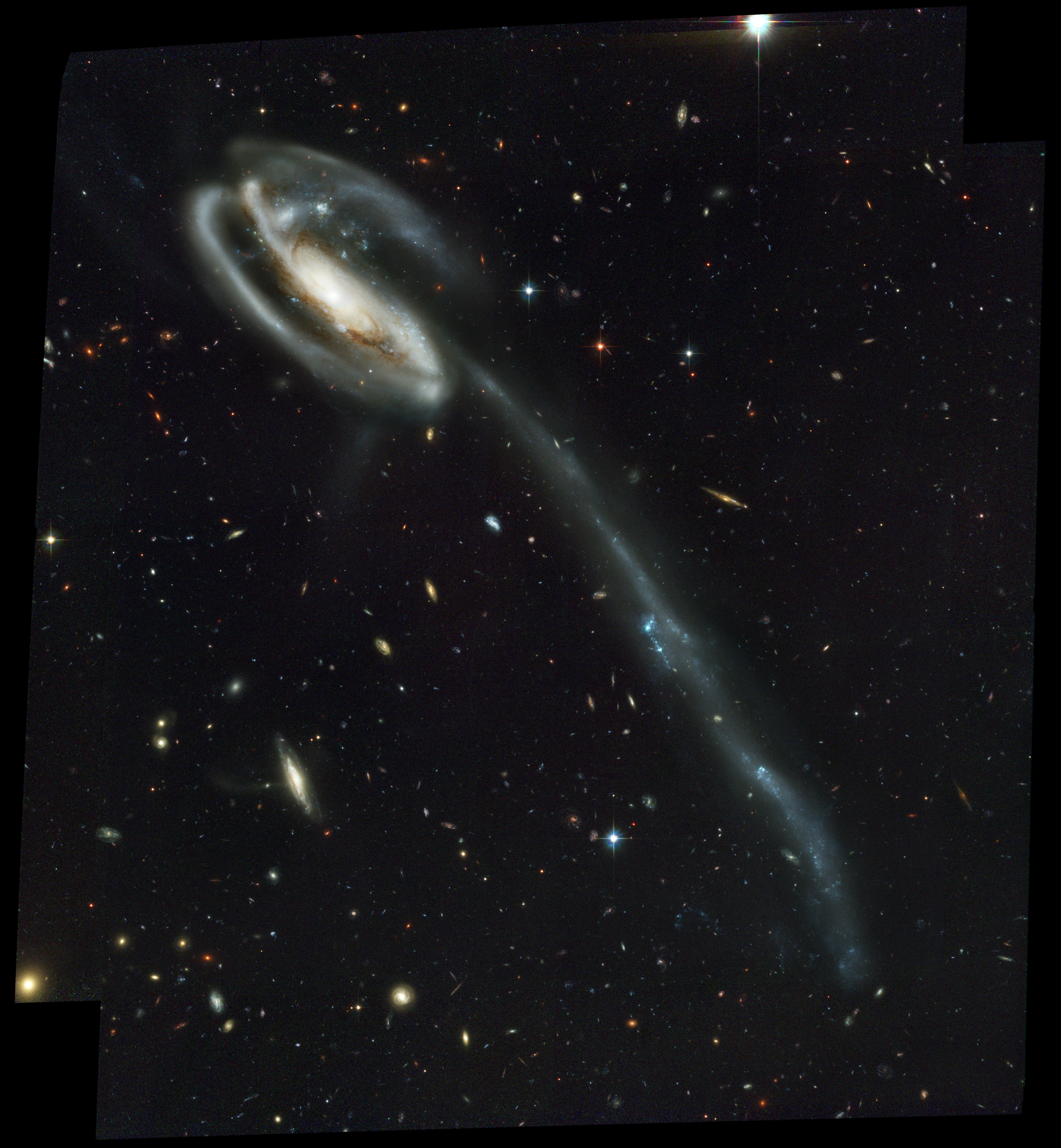
Галактика Головастик

Приливной хвост — тонкая, вытянутая область из звёзд и межзвёздного газа, которая простирается из галактики в окружающее пространство. Приливные хвосты возникают в результате галактических приливов, действующих между взаимодействующими галактиками. Примерами галактик с приливными хвостами являются галактика Головастик и галактика Мышки. Приливные силы могут извлечь значительное количество галактического газа в хвост; в галактике Антенны, например, почти половина из наблюдаемого газообразного вещества находится в пределах хвостовых структур. В галактиках, которые имеют приливные хвосты, около 10 % звёздообразований происходит в хвосте. В известной вселенной, примерно 1 % всех звёздообразований происходит в приливных хвостах.
Некоторые пары взаимодействующих галактик имеют два различных хвоста, как например в галактике Антенны, в то время как другие системы имеют только один хвост. Большинство приливных хвостов слегка выгнуты из-за вращения галактик. Прямые хвосты могут быть фактически изогнуты, что остаётся незаметным если они наблюдаются с ребра.

## История
Приливные хвосты впервые были изучены Фрицем Цвикки в 1953 году. Однако несколько астрофизиков выразили сомнения, что хвосты могут возникнуть только в результате приливных сил, в чём сомневался и сам Цвикки. Борис Воронцов-Вельяминов утверждал, что хвосты бывают слишком тонкими и слишком длинными (иногда до 100 000 пк), чтобы они могли образоваться только действием приливных сил. Тем не менее, в 1972 году известный астроном Алар Тоомре доказал, что хвосты образуются именно под действием приливных сил.